# کمای هلدری
در تئوری موسیقی، کمای هُلدِری یا هولدری که با نام کمای عربی هم شناخته می‌شود یک فاصلهٔ کوچک است که تقریباً به اندازهٔ ۲۲٫۶۴۱۵ سنت، یا یک قدم در اعتدال مساوی ۵۳ قسمتی طول دارد ({\displaystyle {\sqrt[{53}]{2}}} ( بشنوید راهنما·اطلاعات). نامیدن این فاصله به عنوان یک کما می‌تواند گمراه‌کننده باشد چرا که این فاصله به صورت کسری از اعداد طبیعی تعریف نشده (با کمک یک عدد گنگ مشخص شده) و همچنین نشانگر میزان تعدیل فاصله‌ها در هیچ روش کوک‌کردنی نیست. دلیل آن که به این فاصله کما گفته می‌شود آن است که اندازه‌اش بسیار نزدیک به کمای همصداست (که ۲۱٫۵۱ سنت طول دارد). ( بشنوید راهنما·اطلاعات) کمای همصدا در زمان ویلیام هولدر به‌طور گسترده‌ای برای کوک کردن سازها استفاده می‌شد.
ریشهٔ تاریخی کامای هلدری بر می‌گردد به یونانیان باستان (یا دست کم بوئتیوس) و باورشان بر این که در کوک فیثاغورثی می‌توان هر پرده را به نه قسمت مساوی (یا نه کما) تقسیم کرد؛ بر اساس این باور چهار کمای اول یک نیم‌پردهٔ دیاتونیک می‌سازند و پنج‌تای بعدی یک نیم‌پردهٔ کروماتیک. اگر تمام این کماها دقیقاً طول مساوی داشته باشند، آن‌گاه هر اکتاو که متشکل از ۵ پرده + ۲ نیم‌پردهٔ دیاتونیک است، شامل ۵ × ۹ + ۲ × ۴ = ۵۳ کاما خواهد بود. هولدر این تقسیم یک اکتاو به ۵۳ قسمت مساوی را به نیکولاس مرکاتور منسوب می‌کند؛ مرکاتور هر کدام از این ۵۳ بخش را یک «کمای مصنوعی» نامیده بود.
از این رو کمای مرکاتور به عنوان نامی دیگر برای همین فاصله در متون به کار رفته‌است. البته فاصله‌هایی از این دست را اولین بار چین-فنگ در ۴۵ سال پیش از میلاد توضیح داده بود.

## کمای مرکاتور و کمای هلدری
مرکاتور با استفاده از لگاریتم نشان داد که اندازهٔ یک کمای همصدا (که مطابق اعتدال میانگین که در زمان وی مرسوم بود، طولی برابر ۲۱٫۵۰۶۳ سنت دارد) تقریباً با {\displaystyle {\sqrt[{55}]{2}}} (حدوداً مساوی ۲۱٫۸۱۸۲ سنت) برابر است. مرکاتور همچنین نشان داد که یک کمای مصنوعی با طول {\displaystyle {\sqrt[{53}]{2}}} هم ممکن است مفید باشد چرا یک بازهٔ ۳۱ اکتاوی را می‌توان با استفاده از که ۳۱ اکتاو می‌تواند با کمک دایره پنجم‌ها و استفاده از ۵۳ فاصلهٔ پنجم درست به دست آورد. ویلیام هولدر، از بین این دو کما، دومی را بیشتر می‌پسندید چون فاصله‌هایی که با استفاده از اعتدال مساوی ۵۳ قسمتی به دست می‌آیند به کوک فیثاغورثی نزدیک‌تر بودند تا فاصله‌هایی که از محاسبهٔ ۵۵ قسمتی به دست می‌آمدند. از این رو می‌توان گفت که کمای مرکاتور (۵۵ قسمتی) و کمای هلدری (۵۳ قسمتی) دو مفهوم مستقل اما مرتبط هستند.

## کمای عربی
نام «کمای عربی» نامی است که برخی نظریه‌پردازان موسیقی ترکی برای کامای هلدری استفاده می‌کنند، از جمله کمال ایلریجی و ارول سایان. در موسیقی ترکی این کما با نام کمای هلدری هم شناخته می‌شود.
برای نمونه، در مقام راست (که شبیه به غربی گام ماژور در موسیقی غربی است)، فواصل را می‌توان چنین تعریف کرد:
| دو |   | ر |    | می |    | فا |   | سل |   | لا |   | سی |   | دو |
|    | ۹ |   | ۸* |    | ۵* |    | ۹ |    | ۹ |    | ۸ |    | ۵ |    |

در موسیقی ترکی، عربی و ایرانی معاصر، نت سوم مقام راست پایین‌تر از چیزی که در بالا مطرح شده نواخته می‌شود (موقعیت حدودی آن، درست وسط فاصلهٔ بین سوم بزرگ و سوم کوچک در موسیقی غربی است)، که بر اساس کمای هلدری، بیشتر شبیه فاصله‌ای ۶٫۵ کمایی از «ر» تا «می» و فاصله‌ای ۶٫۵ کمایی از «می» تا «فا» است. این فاصلهٔ بین «دو» تا «می» توسط برخی موسیقی‌شناسان با نام فاصله سوم خنثی شناخته می‌شود.
در مثالی دیگر، مقام نهاوند (که شبیه گام مینور موسیقی غربی است) را چنین می‌توان نمایش داد:
| دو |   | ر |   | می بمل |   | فا بمل |   | سل |   | لا |   | سی بمل |   | دو |
|    | ۹ |   | ۴ |        | ۹ |        | ۹ |    | ۴ |    | ۹ |        | ۴ |    |

در اینجا فاصلهٔ بین «ر» تا «می بمل»، بین «می بمل» تا «فا»، بین «سل» تا «لا بمل»، بین «لا بمل» تا «سی بمل»، و بین «سی بمل» تا «دو» در انتها، همگی یک فاصلهٔ دوم خنثی است (چیزی بین ۸ تا ۹ کمای هلدری).